# Krzecze
Krzecze – wieś w Polsce położona nad Biebrzą w województwie podlaskim, w powiecie monieckim, w gminie Goniądz.
Wieś królewska w starostwie knyszyńskim w ziemi bielskiej województwa podlaskiego w 1795 roku. W latach 1975–1998 miejscowość administracyjnie należała do województwa łomżyńskiego.
Wierni kościoła rzymskokatolickiego należą do parafii św. Agnieszki w Goniądzu.